# Lautenbach (Linzer Aach)
Der Lautenbach ist ein rund ein Kilometer langer Bach auf der Gemarkung der Ortsteile Sohl und des nach ihm benannten Lautenbach in der Gemeinde Herdwangen-Schönach. Er entspringt auf ca. 641 m ü. NHN im westlichen Teil von Sohl und fließt durchweg westwärts, erst auf das benachbarte Lautenbach zu, das er verdolt durchquert. 
Nach dessen Ortsende kommt er in einem Teich wieder zum Vorschein, verschwindet dann aber wieder auf einem Feld in einer Verdolung und mündet bald auf ca. 575 m ü. NHN von links in die hier auch Salemer Aach genannte Linzer Aach neben der Straße nach Sahlenbach.